# Groupe d'appui de la police civile des Nations unies
Le Groupe d'appui de la police civile des Nations unies (United Nations Civilian Police Support Group, ou UNPSG en anglais) est une opération de maintien de la paix des Nations unies ayant pour objectif d'encadrer les actions de la police croate dans la région du Danube du 16 janvier 1998 au 15 octobre 1998. La mission était active sur le territoire de l'ancienne Slavonie orientale, Baranya et Syrmie occidentale, qui était auparavant directement gouvernée par l'administration transitoire de l'ATNUSO entre 1996 et 1998,. Cette mission a pu récupérer les véhicules, l'équipement et d'autres dispositifs de soutien de l'ATNUSO. L'UNPSG n'était pas le premier engagement de la CIVPOL dans la région, puisque les missions précédentes de la FORPRONU, de l'ONUCRO et de l'ATNUSO comportaient toutes des composantes de police civile.
Le Conseil de sécurité des Nations unies autorise la mission par la résolution n° 1145 du 19 décembre 1997,. La mission comprenait 114 officiers de police soutenus par du personnel civil international et local venant d'Argentine, d'Autriche, du Danemark, d'Égypte, des Fidji, de Finlande, d'Indonésie, d'Irlande, de Jordanie, du Kenya, de Lituanie, de Norvège, de Pologne, de la fédération de Russie, de Suède, de Suisse, d'Ukraine et des États-Unis,. La mission a coopéré avec la mission de l'OSCE en Croatie, active dans la région à la même époque.